# Revolusongs
Revolusongs är en EP med brasilianska bandet Sepultura släppt 2003 genom SPV. EP:n släpptes endast i Brasilien och Japan och innehåller enbart covers. Revolusongs släpptes senare som bonus-CD på Roorback som digipack-utgåva.

## Låtlista
1. "Messiah" (Hellhammer cover) - 3:27
2. "Angel" (Massive Attack cover) - 5:13
3. "Black Steel in the Hour of Chaos" (Public Enemy cover) - 4:02
4. "Mongoloid" (Devo cover) - 2:35
5. "Mountain Song" (Jane's Addiction cover) - 3:28
6. "Bullet the Blue Sky" (U2 cover) - 4:34
7. "Piranha" (Exodus cover) - 3:39
8. "Bullet the Blue Sky" (video) - 4:34